# Laka
Laka zvané též Mlaka nebo Pleso (německy Lakkasee) je jezero na Šumavě v České republice. Rozlohou 2,53 ha je nejmenším a nejmělčím šumavským ledovcovým jezerem na české straně hranice. Nadmořská výška je 1096 m. Jezero je hluboké maximálně 3,9 m, objem vody se odhaduje na 40 000 m³.

## Pobřeží
Nachází se pod horou Plesná (jinak též Debrník). Leží v širokém, mělkém a k severovýchodu exponovaném rulovém karu. Vyznačuje se tichou lesní samotou a je obdélníkového tvaru. Jezerní pánev s velmi jednoduchým reliéfem dna pozvolna zarůstá.

## Vodní režim
Do jezera přitékají dva malé potoky. Voda z jezera odtéká Jezerním potokem do Křemelné.

## Flóra a fauna
Dno jezera je rašelinové. Po hladině plavou ostrůvky organogenního původu s vegetací většinou zastoupenou rašeliníkem, suchopýrem, ostřicí, borůvčím a brusiním. V roce 2020 se do jezera po 50 letech vrátili přirozenou cestou pstruzi. Na mělčinách se nacházejí kolonie nálevníka lahvenky velké.

## Historie

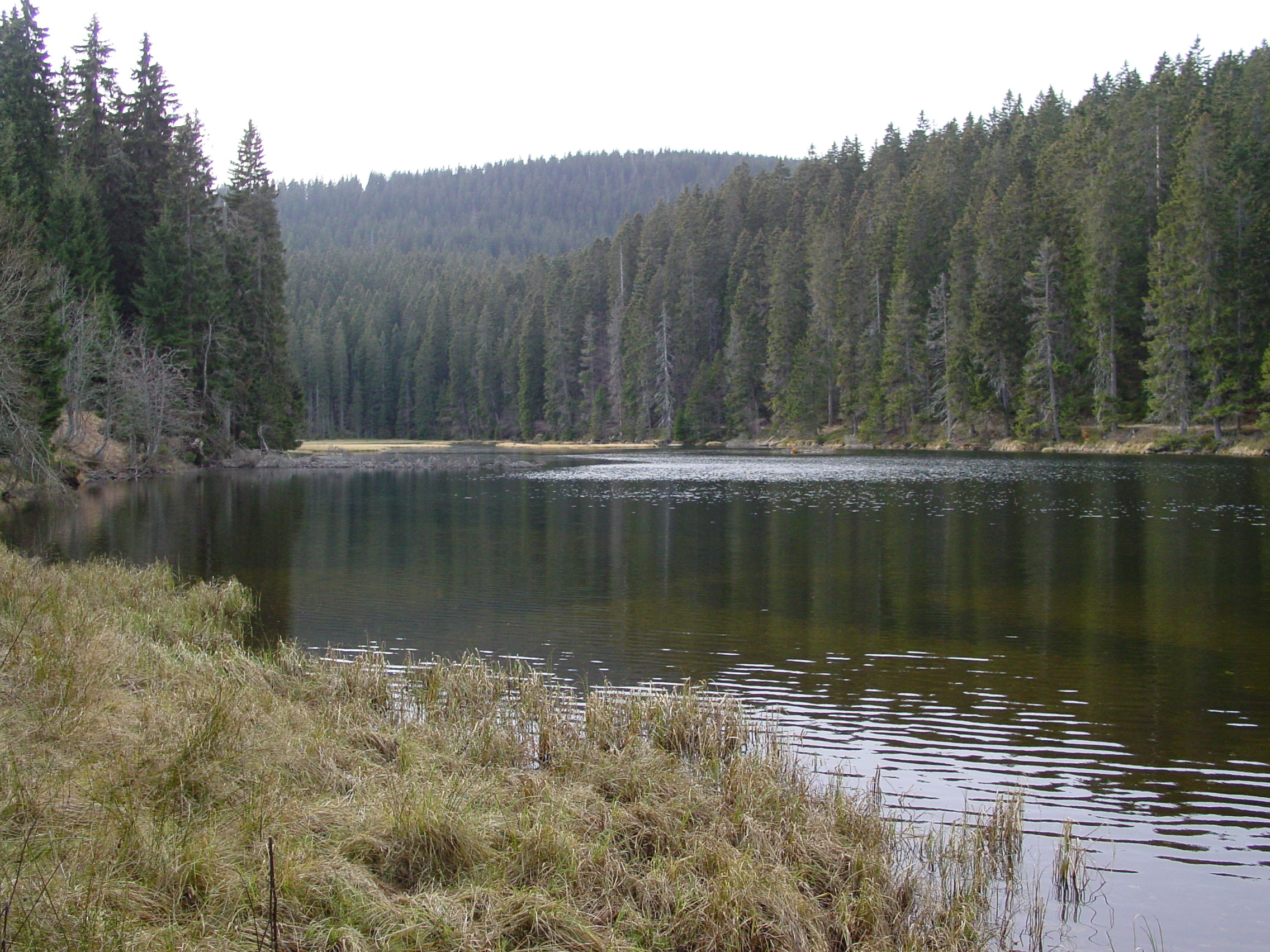
Jezero Laka

Patrně poprvé bylo toto jezero zakresleno na Kreybichově mapě Prácheňského kraje z roku 1831, ovšem jako bezejmenné. V roce 1837 bylo zaměřeno a nazváno Laka See. Na jednom ostrůvku stával kdysi dřevěný kříž na památku prý zde utonulé dcery z blízkého dvora. Ovšem ostrůvek již neexistuje. Hráz jezera byla dvakrát ve 20. století zvýšena a v ní upravena propusť pro vypouštění vody při plavení dřeva.

## Přístup
Pleso je přístupné pěšky a na kole po celý rok.
- Modrá turistická značka z Nové Hůrky (zároveň cyklotrasy č. 2115, č. 2119 a č. 2113) - 4,5 km.[2]
- Červená turistická značka z Železné Rudy-Alžbětína - 9,5 km.[3]
- Zelená turistická značka a  červená turistická značka z Železné Rudy - 9,5 km.[3]
- Červená turistická značka z Prášil - 9 km.[4]
- Žlutá turistická značka a  červená turistická značka z Prášil - 9 km.[4]
- Cyklotrasa č. 2113 z Železné Rudy (12 km) nebo z Prášil (9 km)[5]